# إيرنيستو سالازار
إيرنيستو سالازار (بالإسبانية: Ernesto Salazar)‏ (31 مايو 1990 بليما في بيرو - ) هو مدرب كرة قدم ولاعب كرة قدم بيروفي في مركز الوسط. شارك مع منتخب بيرو تحت 17 سنة لكرة القدم ومنتخب البيرو تحت 20 سنة لكرة القدم. أما مع النوادي، فقد لعب مع أليانزا ليما.

## وصلات خارجية
- إيرنيستو سالازار على موقع الاتحاد الدولي (مؤرشف)  (الإنجليزية)
- إيرنيستو سالازار على موقع إي إس بي إن إف سي (الإنجليزية)
- إيرنيستو سالازار على موقع قاعدة بيانات كرة القدم.إي يو (الإنجليزية)